# Shirley (New York)
Pour les articles homonymes, voir Shirley.
Shirley est une census-designated place du comté de Suffolk, dans l'État de New York, aux États-Unis,. En 2020, elle compte une population de 26 360 habitants.